# Едесгайм
Едесгайм (нім. Edesheim) — громада в Німеччині, розташована в землі Рейнланд-Пфальц. Входить до складу району Південний Вайнштрассе. Складова частина об'єднання громад Еденкобен.
Площа — 16,32 км2. Населення становить 2408 ос. (станом на 31 грудня 2020).

## Галерея

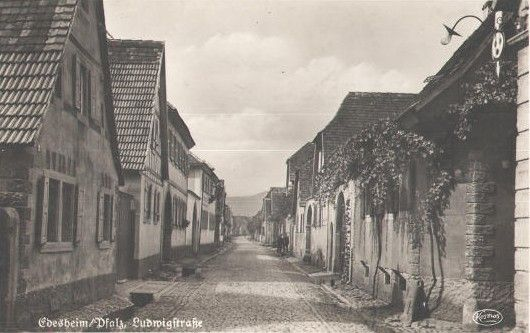